# António Reis (Historiker)
António Fernando Marques Ribeiro Reis (* 9. Mai 1948 in Lissabon) ist ein portugiesischer Historiker, Politiker und Hochschullehrer an der Universität Lissabon.
Er studierte Philosophie mit Abschluss an der Schweizer Universität Fribourg und promovierte später in Lissabon in Geschichte über Raul Proença „Biografia de um Intelectual Político Republicano“ (2003). Aus der Studentenbewegung heraus trat er der militanten demokratischen Opposition gegen das Salazar-Regime bei, wurde verfolgt und gründete 1973 die Sozialistische Partei Portugals mit. Er war Redakteur der Zeitschrift Seara Nova von 1969 bis 1974 und wurde auch Mitdirektor der kritischen Zeitschrift Finisterra. An der Revolution vom 25. April 1974 war er unmittelbar beteiligt und wurde Abgeordneter der Verfassungsgebenden Versammlung und im portugiesischen Parlament für mehrere Legislaturperioden. 1978 wurde er kurzzeitig Kulturstaatssekretär unter Mário Soares. Zwischen 1980 und 1982 war er Mitglied des Presserates (Conselho de Imprensa). 1985 wurde er Vizedirektor in der Kulturabteilung des Rundfunksenders RTP. Er erhielt eine Hilfsprofessur in Zeitgeschichte und leitete von 1993 bis 1995 das Institut (IHC) an der Universität Lissabon. 2009 beendete er seine Lehre. Ab 2008 arbeitete er am Aufbau des Hauses der Europäischen Geschichte mit.
Reis war von 2005 bis 2011 Großmeister im Freimaurerorden Grande Oriente Lusitano. Er erhielt 2004 zum Jubiläum der Revolution den portugiesischen Freiheitsorden  als Großoffizier (Ordem da Liberdade).

## Schriften
- Mithg.: Dicionário de historia de Portugal: o 25 de abril, 8 Bde., Porto 2016–17
- Hg.: Portugal contemporâneo (1820–1992), 6 Bde., Lissabon 1990–1993
- O Marxismo e a Revolução Portuguesa, Lisboa 1979